# Таболов, Константин Васильевич
Константин Васильевич (Коста) Таболов (февраль 1902, Салургадан — 20 января 1938) — российский и советский партийный деятель. Первый секретарь Алма-Атинского областного комитета КП Казахстана (1933—1934).

## Биография
Константин Таболов родился в феврале 1902 года в селе Салургадан-Алагир Владикавказского округа Терской области (сейчас часть города Алагир в Северной Осетии) в семье крестьянина. По национальности осетин.
В 1910—1915 годах учился в четырёхлетней школе в Салургадане. В 1916—1917 годах учился в высшем начальном училище в селе Христиановское, но после второго класса покинул его. В 1918 году в течение трёх месяцев обучался во втором классе частной гимназии в Салургадане, но не окончил.
В марте 1919 года вступил в ВКП(б). В течение 1919 года был членом подпольной большевистской организации в Салургадане, в 1919 — начале 1920 года — политруком местного партизанского отряда.
В 1920 году был членом Владикавказского окружного комитета ЛКСМ, председателем Салугарданской ячейки комсомола. В июне-декабре 1920 года был инструктором Осетинского (Владикавказского) городского комитета ВКП(б).
В декабре 1920 — 1921 году учился на краткосрочных курсах Коммунистического университета имени Свердлова в Москве. В 1921—1924 годах обучался на лекторском отделении Коммунистического университета трудящихся Востока имени Сталина в Москве, но не окончил.
В мае 1923 — августе 1925 года заведовал АПО Владикавказского городского комитета ВКП(б). 
В 1926—1929 и 1930—1931 годах учился на подготовительном отделении и отделении истории Востока Института красной профессуры в Москве, получив специальность «историк Востока».
В 1929 году был председателем национальной комиссии ЦКК ВКП(б) — Наркомата Рабоче-крестьянской инспекции СССР.
В 1929—1930 годах работал ответственным редактором газеты «Заря Востока» в Тифлисе.
В 1931 году был ректором Среднеазиатского комвуза имени Ленина в Ташкенте. Входил в Среднеазиатское бюро ЦК ВКП(б).
В 1931—1933 годах заведовал газетным сектором отдела культуры и пропаганды марксизма-ленинизма ЦК ВКП(б).
В апреле 1933 — августе 1934 года был первым секретарём Алма-Атинского областного комитета КП Казахстана. Был снят с должности за провал хлебозаготовок. С января 1934 по 1935 год входил в бюро Казахстанского краевого комитета ВКП(б).
В 1934 году был делегатом XVII съезда ВКП(б).
В 1934—1936 годах был первым секретарём Октябрьского районного комитета ВКП(б) Саратова, в сентябре 1936 — 1937 году — первым секретарём Сталинского районного комитета ВКП(б) Саратова.
Публиковал свои статьи по национальному вопросу в газете «Правда», журналах «Под знаменем марксизма», «Революционный Восток», «Большевик», «Культурная революция», «Революция и горец» и других.
В июле 1937 года был арестован. На допросе 13 июля показал, что в 1926 году «вступил в буржуазно-националистическую группу с задачей установить буржуазно-демократический строй в Осетии и выделить ее в самостоятельную республику». Также обвинялся в том, что «являлся участником контрреволюционной организации и по ее заданию вел активную борьбу против Советской власти, принимал участие в подготовке терактов против руководителей ВКП(б) и Советского правительства и проводил вредительскую работу по линии хлебозаготовок в Казахстане».
17—18 июля был выведен из состава кандидатов в члены бюро, членов обкома ВКП(б) и из партии как «участник антисоветской троцкистской организации».
20 января 1938 года приговорён Военной коллегией Верховного суда СССР к высшей мере наказания. 
Отказался от признаний, данных на предварительном следствии, заявив, что не состоял в контрреволюционной организации.
Расстрелян 20 января 1938 года.
В 1956 году реабилитирован Военной коллегией Верховного суда СССР.

## Семья
Отец был крестьянином, умер в 1912 году.
Жена — Мария Аслановна Гагиева, партийный работник, нарком просвещения Юго-Осетинской АО. В 1937 году была инструктором отдела распорядительно-партийных органов Саратовского областного комитета ВКП(б). Была осуждена как член семьи изменника Родины. Автор мемуаров «Жизнь горянки».
Дочери — Фатима и Майя.